# Kémkölykök 4D: A világ minden ideje
A Kémkölykök 4D: A világ minden ideje (eredeti cím: Spy Kids: All the Time in the World) egy 2011-es amerikai 4D sci-fi fantasy-akció vígjáték és kalandfilm, melynek rendezője Robert Rodríguez. A film a negyedik és egyben utolsó része a Kémkölykök-sorozatnak. A film főszereplői Jessica Alba, Joel McHale, Alexa Vega, Daryl Sabara, Rowan Blanchard, Mason Cook.
A film forgatása 2010. október 27-én kezdődött és 2011. augusztus 19-én került kiadásra.
Ez az első sorozat, amely használja "Aroma-scope"-ot, amely lehetővé teszi a nézőknek hogy érezzék a filmben lévő szagokat és illatokat kaparós és matrica kártyákon keresztül (hasonlóan mint az 1960-as Smell-O-Vision-ban)

## Szereplők
| Színész         | Szerep                  | Magyar hang        |
| --------------- | ----------------------- | ------------------ |
| Rowan Blanchard | Rebecca Wilson          | Nyári Liza         |
| Mason Cook      | Cecil Wilson            | Gerő Bence         |
| Jessica Alba    | Marissa (Cortez) Wilson | Pikali Gerda       |
| Joel McHale     | Wilbur Wilson           | Anger Zsolt        |
| Alexa Vega      | Carmen Cortez           | Bogdányi Titanilla |
| Daryl Sabara    | Juni Cortez             | Gacsal Ádám        |
| Ricky Gervais   | Argonaut hangja         | Epres Attila       |
| Jeremy Piven    | Danger D'Amo            | Kardos Róbert      |
| Jeremy Piven    | Tik-Tak                 | Kardos Róbert      |
| Danny Trejo     | Isador "Machete" Cortez |                    |